# Tårefyr
Tårefyr (Pinus wallichiana), også skrevet Tåre-Fyr, er et mellemstort, stedsegrønt nåletræ med en åben og bred, kegleformet krone. Hovedgrenene er vandret udspærrede. Med tiden bliver kronen uregelmæssig på grund af snetryk og vindskader.

## Beskrivelse
Barken er først grågrøn med et blåviolet vokslag. Senere bliver den glat og mørkegrå, og til sidst får gamle grene og stammer en grå og revnet bark med affaldende plader og rødbrune furer. Knopperne er grå og cylindriske med en kort spids og udstående skæl.
Nålene sidder 5 i bundtet på små kortskud. De er meget spinkle, sådan at de bliver hængende. Farven fremtræder blågrøn, da ydersiden er grøn, mens indersiden er blåhvid. Hanlige blomster findes i små stande på den inderste del af etårsskuddet, og de er lysegule og ægformede. De lysegrønne, hunlige blomster sidder derimod på små stilke ved skudspidsen. Koglerne er først blågrå og oprette, men det andet år bliver de hængende og bananformede. Samtidig bliver de lysebrune med masser af hvide harpiksdråber. Frøene er vingede.
Rodnettet består af mange, kraftige og højtliggende rødder.
Højde x bredde og årlig tilvækst: 20 x 15 m (40 x 20 cm/år).

## Hjemsted
Arten er udbredt på sydskråningerne af Himalaya fra Afghanistan over den nordlige del af Pakistan og Indien, videre gennem Nepal og det vestlige Kina til Burma.
På højtliggende skråninger af Himalaya-kæden findes arten som deltager i de blandede løv- og nåleskove sammen med bl.a. Judastræ, Corylopsis himalayana (en art af hasselbror), engstorkenæb, himalayabirk, himalayacypres, himalayagran, himalayarøn, kinesisk ene, krybende ene, Lindera pulcherrima (en art af sommerlaurbær), Lonicera myrtillus (en art af gedeblad), pragtædelgran, Quercus lanata (en blandt mange arter af eg), Rhododendron arboreum, Rhododendron campanulatum, rød kæmpestenbræk, sibirisk valmue, smuk pieris, småbladet dværgmispel og tæppepileurt samt mange arter af magnolia
| Portal | Portal:Botanik |

## Note
1. ↑  Conradin A. Burga, Frank Klötzli og Georg Grabherr (Udg.): Gebirge der Erde, 2004, ISBN 978-3-8001-4165-4. Se teksten online (tysk)